# 博根豪森 (慕尼黑市辖区)
博根豪森（德語：Bogenhausen，發音：[ˈboːɡn̩haʊzn̩] ⓘ）是德国巴伐利亚州首府慕尼黑的市辖第13区。其境内分布有慕尼黑的八个市分区，它们以往都拥有各自的地方自治权，其中包括与市辖区同名的地方博根豪森。

## 方位
博根豪森市辖区位于慕尼黑东北部的伊萨尔河右岸。其西部边界是伊萨尔河的左侧河岸，在北部和东部的市界与下弗灵及阿施海姆相连，而南部范围则包括摄政王街至中环公路以外的部分。从那里，南部边界从福格魏德广场西侧向南伸展至慕尼黑－米尔多夫铁路，然后直抵94号高速公路的过街天桥及里姆街（Riemer Straße）。市辖区从这里沿着许尔沟和盐街（Salzstraße）往东北直至市界。
与博根豪森相邻的市辖区分别是东南部的特鲁德灵-里姆，南部的莱姆畔山和坳-海德豪森，以及西部伊萨尔河对岸的老城-莱赫尔和施瓦宾-弗莱曼。此外，与该市辖区接壤的还有北部的市镇下弗灵以及东北部的市镇阿施海姆。

## 历史
作为如今市辖区的首个组成部分，同名地点博根豪森是在1892年被并入慕尼黑，上弗灵则是随后在1913年跟进。这些分区共同形成了市辖第29区。市辖区在1930年扩展到另外四个地方——达格尔芬、登宁、恩格沙尔京和约翰内斯基兴，它们此前曾共同组成了达格尔芬镇。1937年，在地亩补整的背景下，市分区扎姆多夫和施泰因豪森被分配至博根豪森市辖区，而它们作为原市镇莱姆畔山的组成部分早在1913年便被并入慕尼黑。在施泰因基兴西端的南侧是如今的福格魏德广场，那里设有基希施泰因天然气厂，其早在1894年便已率先并入慕尼黑。
在1992年的慕尼黑区划改革中，由原市辖第29区组成如今的市辖第13区。

## 市分区

### 博根豪森

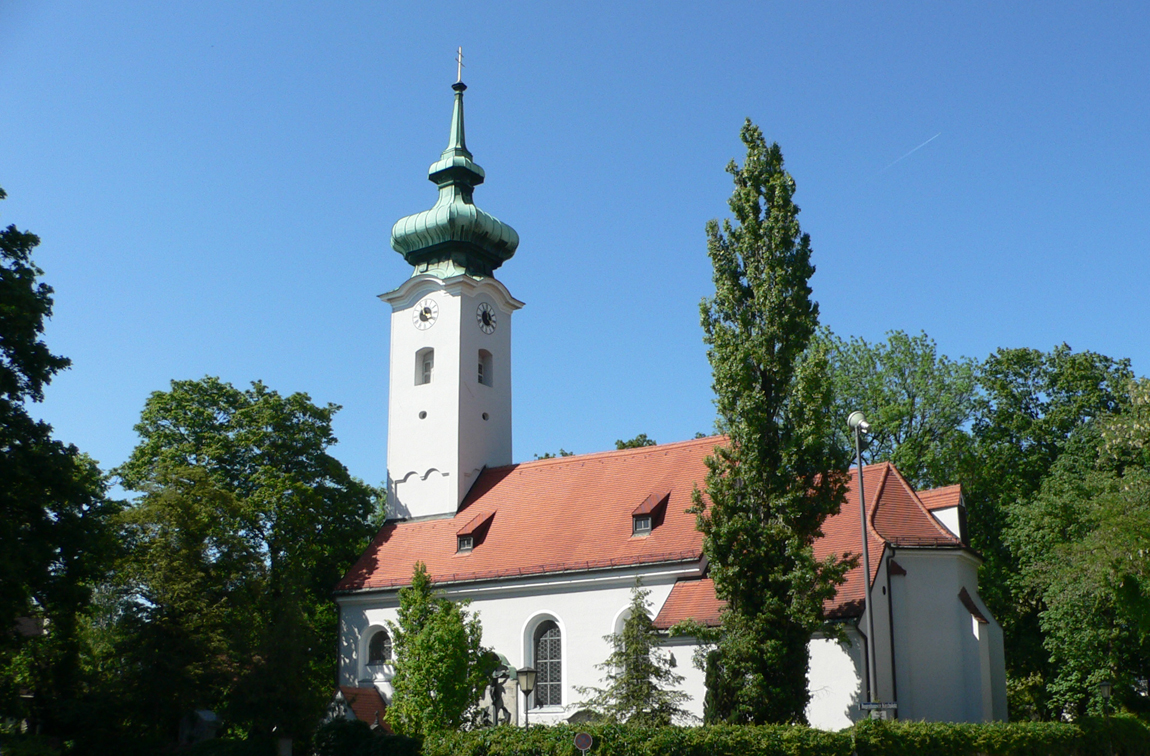
博根豪森的圣乔治堂

博根豪森的历史地方中心位于博根豪森教堂广场1号的老牧区圣堂圣乔治堂，以及伊斯马宁街和洪佩施街周边。自奠基時代晚期以来，来自圣乔治堂方向的摄政王街开始大范围的兴建带有清晰城市规划的代表性别墅及公寓社区，直至如今形成了公众心目中典型的博根豪森面貌。相关的实例包括有斯图克别墅、希尔德布兰之家以及如今作为联邦财政院所在地的弗莱舍城堡（Fleischerschlösschen）。由于在第二次世界大战期间没有遭到破坏，使得这些社区在很大程度上保留了其原有特征。带有多个村中心的外部区域通过战后时期需要兴建大型社区而获得了发展上的重要推动。作为其开端，使得1957年的博根豪森公园城成为了慕尼黑首个带有高楼建筑的大型居住区。在随后的30年间还陆续兴起了另外七个带有约15000个住宅单元的大型住宅区，如今已发展成为市分区独特的身份象征。

### 上弗灵

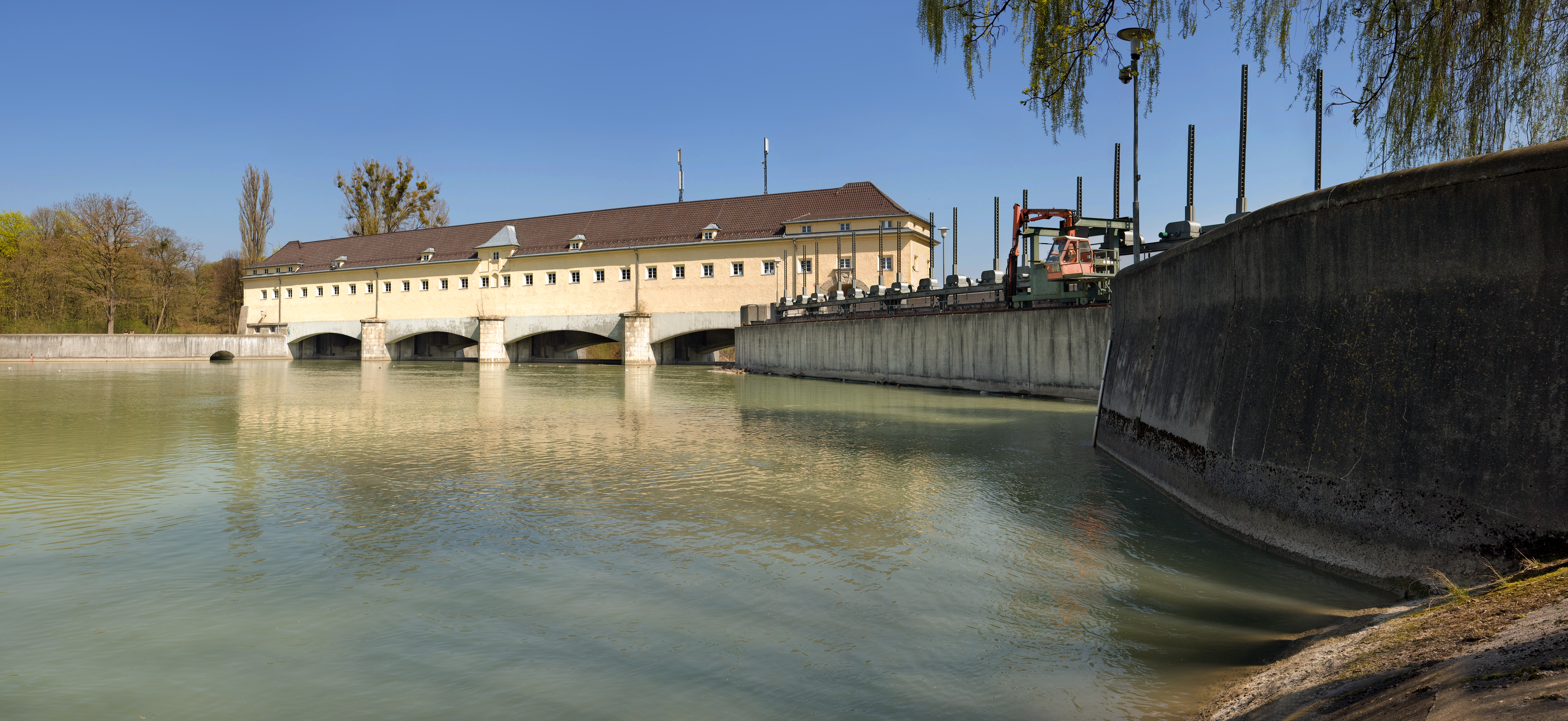
上弗灵堰

上弗灵是在公元750年3月7日以的名义被首次提及。它是根据费林加家族命名，在跨越伊萨尔河的桥梁建筑之前的这个地方便是由后者购得。由于这些桥梁对于盐业贸易有着重要意义，使其成为了狮子亨利与弗赖辛主教之间的争斗焦点，并最终摧毁。盐业贸易不得不改道更靠南的桥梁，成为推动慕尼黑在1158年成立的决定性因素。上弗灵在1818年成为独立的市镇，后于1913年10月1日应自身要求而并入慕尼黑。
上弗灵的历史地方中心位于伊萨尔河高岸旁、慕斯皮里街31号的牧区圣堂——聖老楞佐教堂周边。上弗灵现被视为高档住宅区。优美的古老单户住宅和宽敞的绿地是其代表性的面貌。在东南部还有一些更具现代化的公寓。

### 达格尔芬

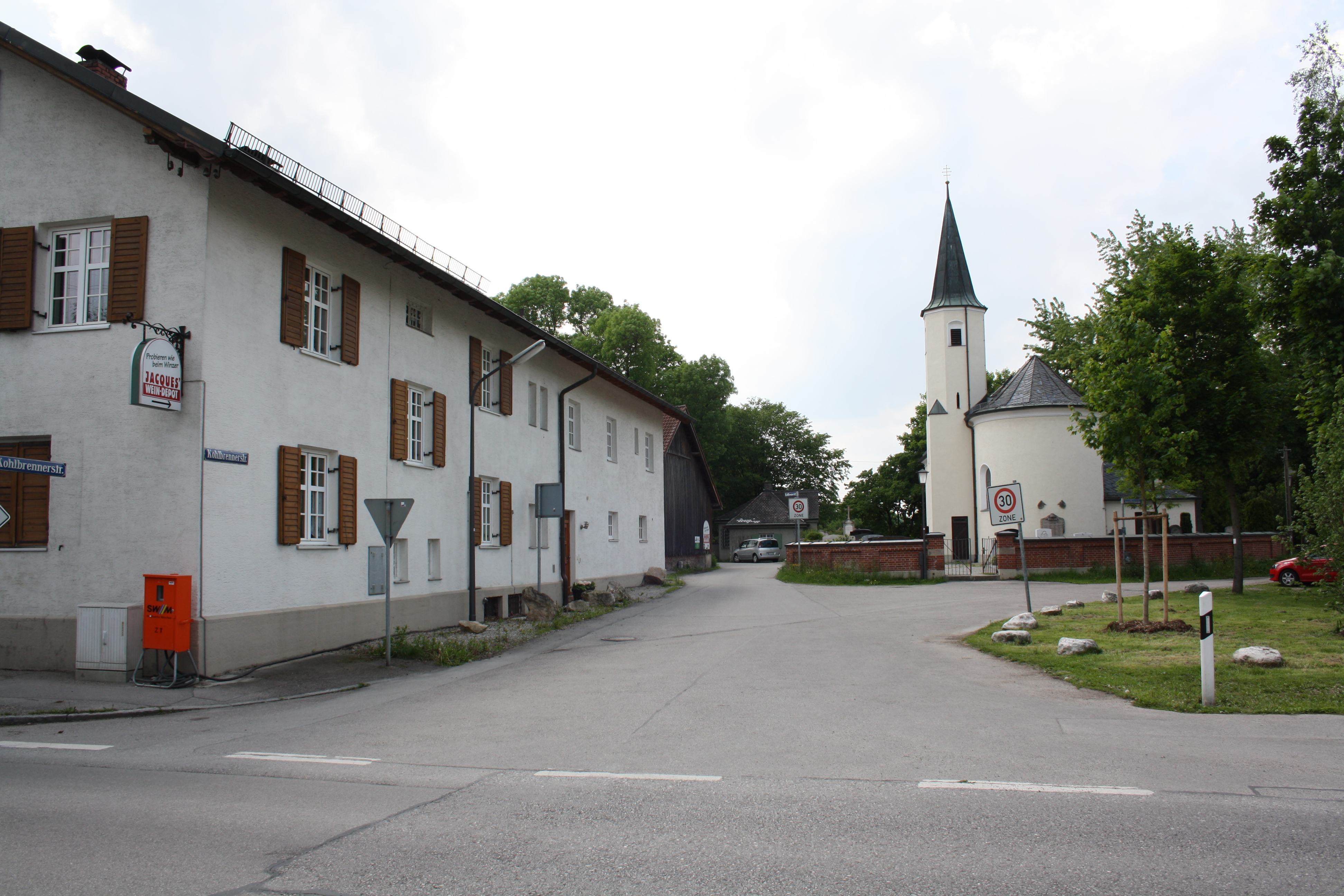
达格尔芬历史地方中心

达格尔芬是在公元839年12月10日以的名义被首次提及。作为同名地点，它在1818年组成了独立的市镇达格尔芬，并在1930年并入慕尼黑。
达格尔芬的历史地方中心位于圣斐理伯及雅各伯教堂周边。这个地区很大程度上能够保留其乡土风貌，大量的历史性农家庭院被保留了下来。其南部是以带大花园的单户住宅和排屋以及一些老农庄为主。那里还设有一座达格尔芬赛马场。

### 登宁

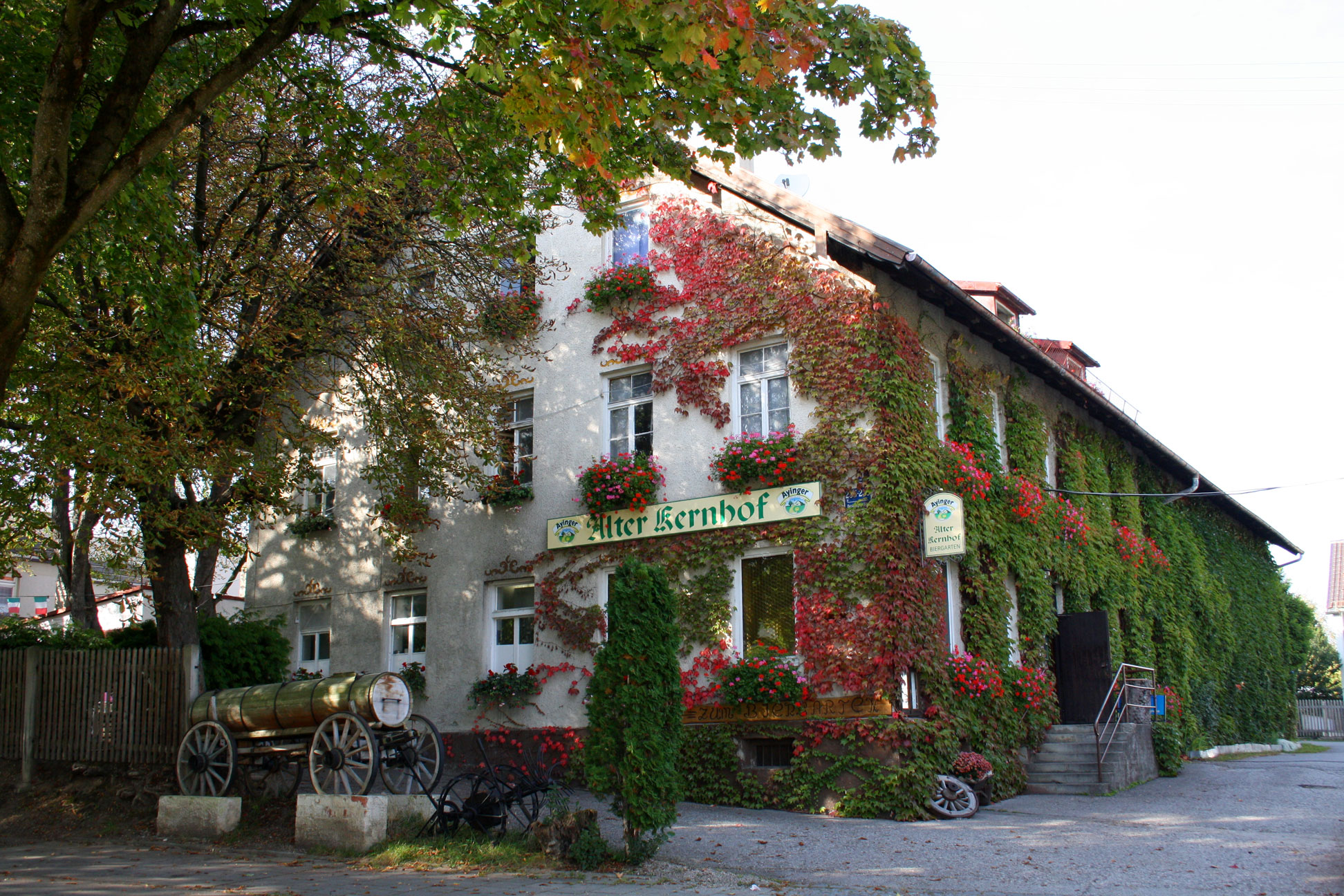
登宁的老农家庭院

登宁最早是在1200年以或的名义于文献中被提及，其名称可能要追溯到人名。登宁原属达格尔芬管辖，尽管达格尔芬镇早在1930年1月1日便被并入慕尼黑，但登宁作为其独立的镇分区直至同年12月才完成合并。
如今登宁当地的景观特点是带单户住宅的住宅区，这是由花园所环绕。不过在登宁街和瓦尔特街之间也有一座高楼层定居点。登宁的中轴线是东普鲁士街，其周边设有逾百家商店及服务业公司。

### 英戈沙金

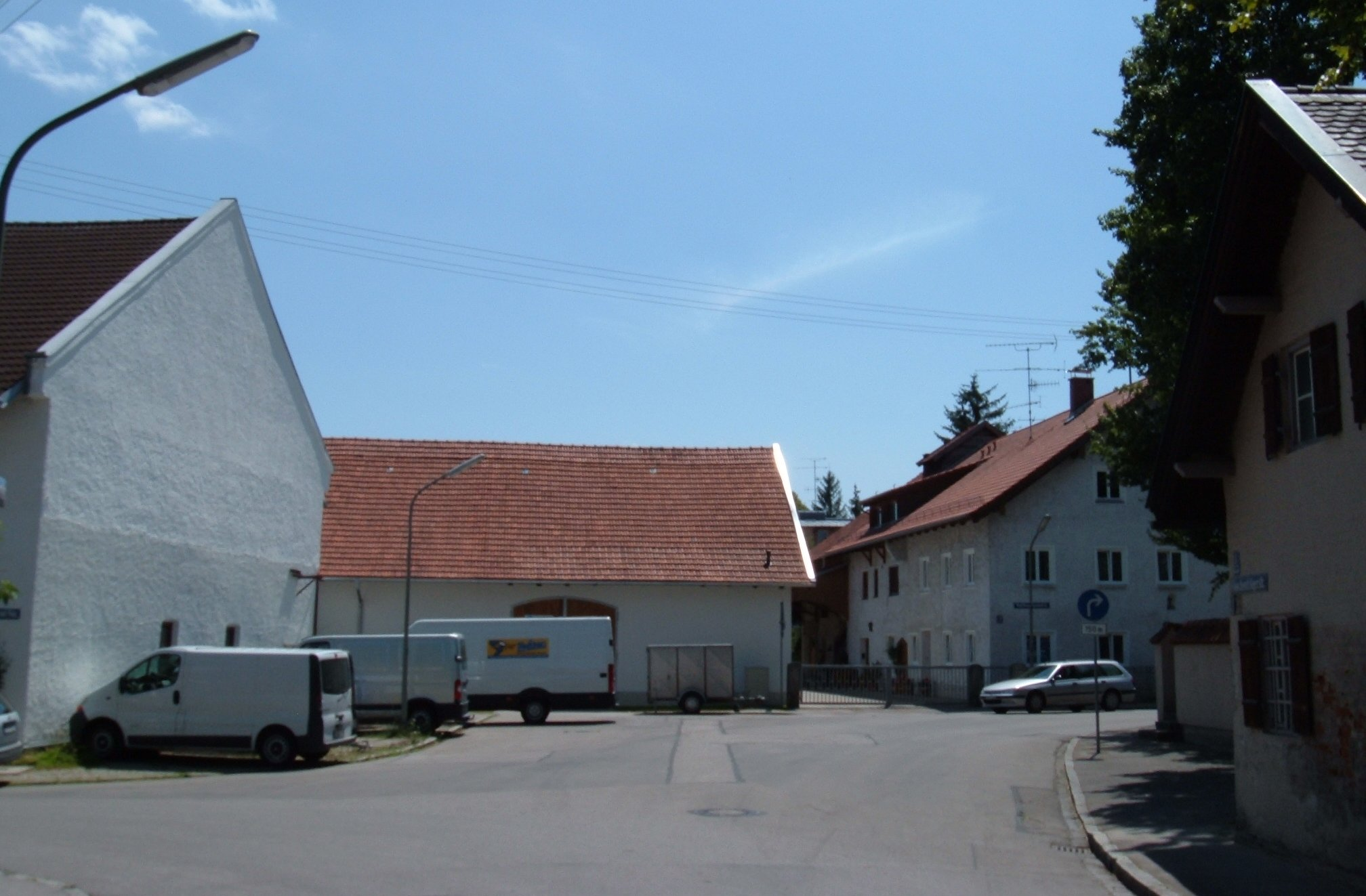
英戈沙金历史地方中心

英戈沙金最早是在1231/1234年以的名义于文献中被提及。1930年它作为达格尔芬镇的组成部分被并入慕尼黑。
英戈沙金的历史地方中心是由环绕在始建于13世纪的圣尼古拉教堂周边、呈不规则排列的大型农庄所组成。这一地方中心作为地标建筑群被列为文物保护单位，并于19世纪上半叶如同村庄进行了一些扩张。地方中心的西北侧设有建于1966－1970年的四至十九层住宅单元费德里奥公园；更往西则有建于1964－1969年、包含四层住宅单元和十至十九层高楼的科西马公园，其完全由露台所环绕。

### 约翰内斯基兴

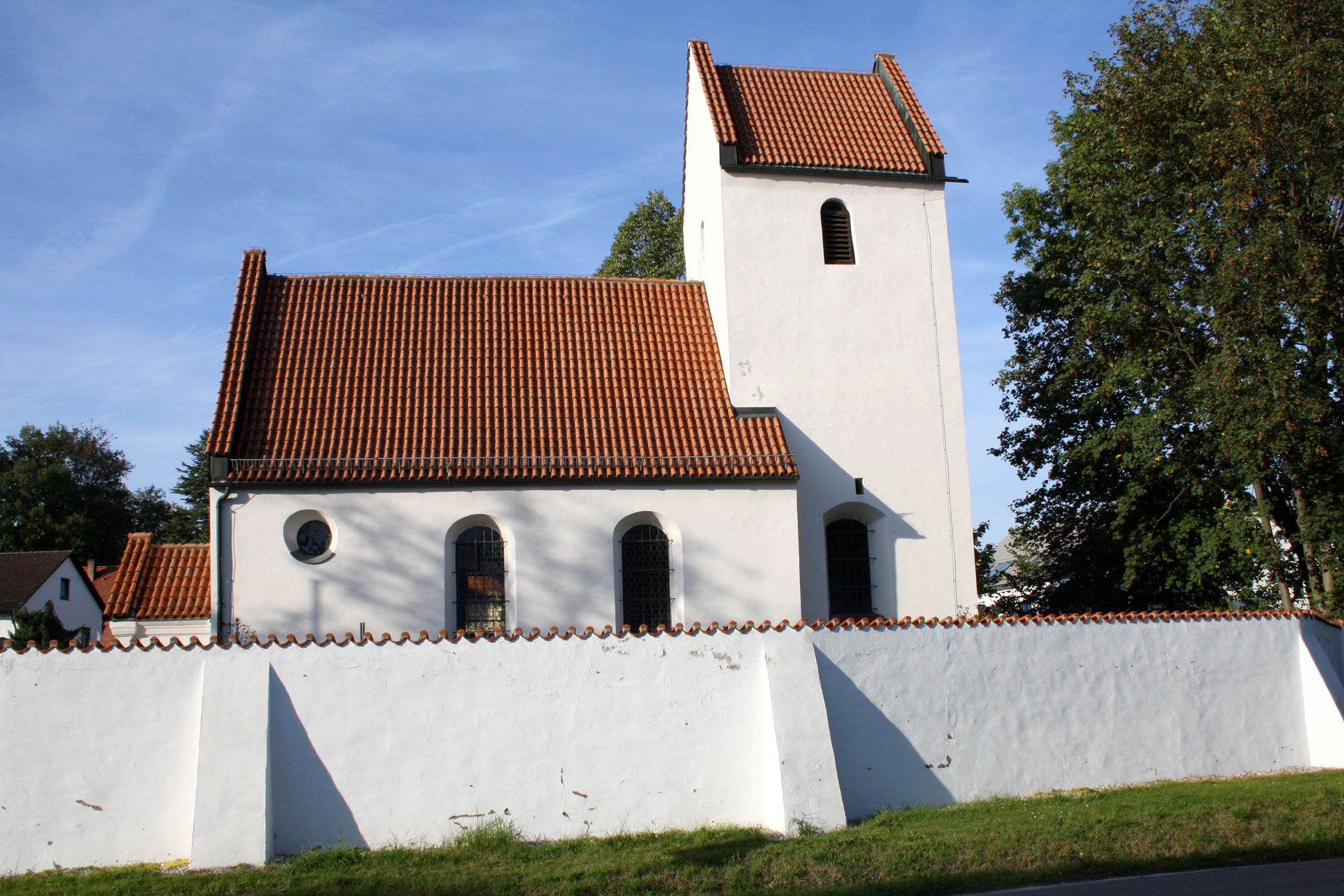
圣若翰洗者堂

关于约翰内斯基兴最古老的记载是源自公元815年的一份文献，提及了“圣若翰洗者”教堂。1930年它作为达格尔芬镇的组成部分被并入慕尼黑。
约翰内斯基兴的历史地方中心总是以乡村为主导，即环绕在13世纪以城堡教堂样式落成的乡村圣堂圣若翰洗者堂周边的农场。这个村中心毗邻已作为农业开发地区的约翰内斯基兴沼泽。在这些开放空间内设有建于1984－1986年的约翰内斯基兴花园城，这是个包含独栋、双拼和联排住宅，并有广泛绿地的居住区。铁路线以西则设有新开发地带约翰斯内基兴北（1964－1968年）和约翰内斯基兴西（1988－1999年），并拥有各自的住宅街区。

### 扎姆多夫

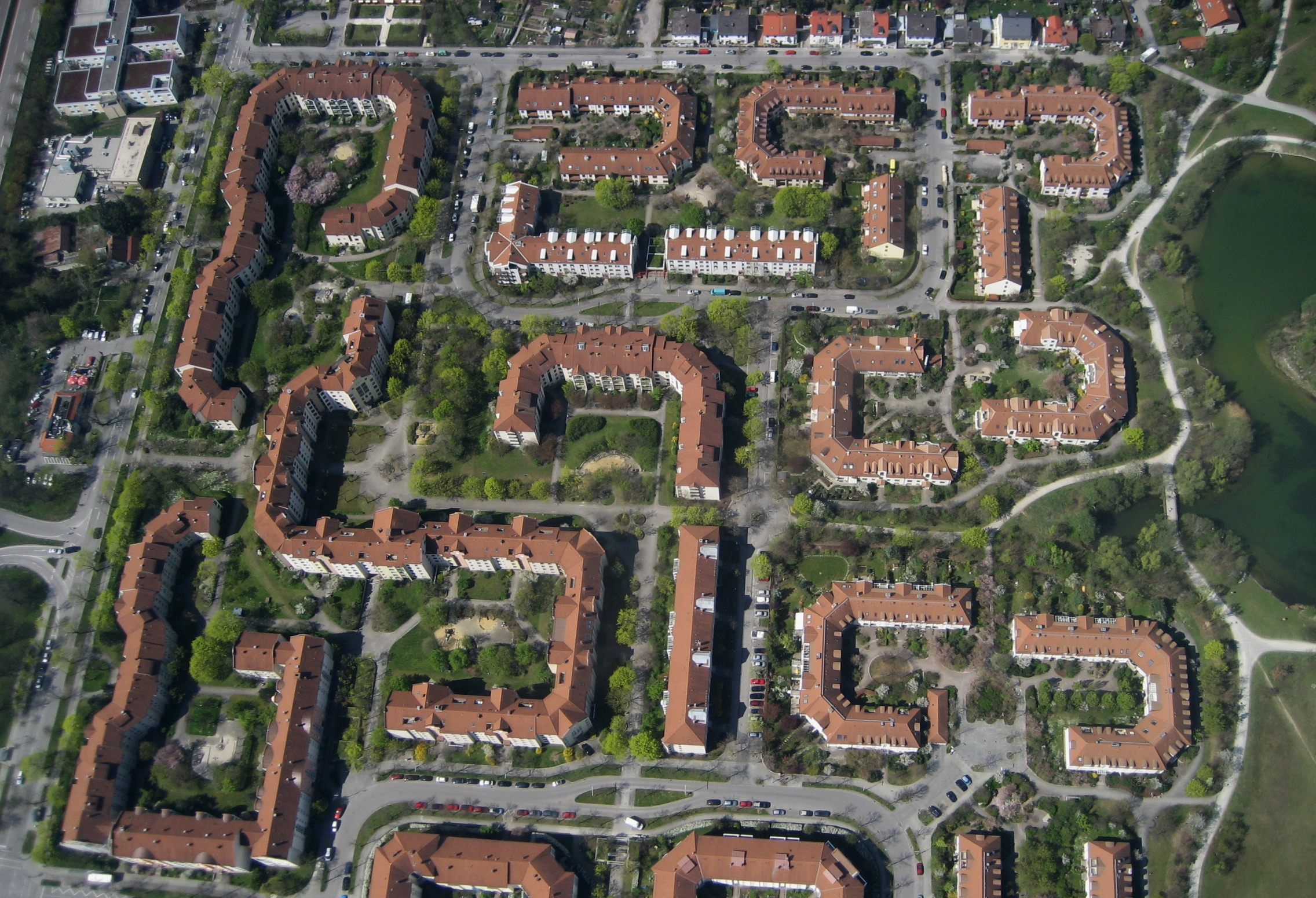
扎米拉公园鸟瞰

扎姆多夫最早是在1021年以的名义被提及。它于1913年作为莱姆畔山镇的组成部分被并入慕尼黑，1937年又被划归市辖区博根豪森管辖。
在登宁草场和94号高速公路之间设有带独栋住宅的居民社区，即1934年落成的科洛尼亚定居点和1983－1991年兴建的扎米拉公园。在94号高速公路、莱希滕贝格环路－达格尔芬铁路线和胡尔钦街之间，则设有工业用地和慕尼黑S-Bahn的基地——施泰因豪森车辆段。扎姆多夫还有一座引入注目的高层建筑——SV大厦，它是在一次市民公投后而必须降低高度建造。

### 施泰因豪森

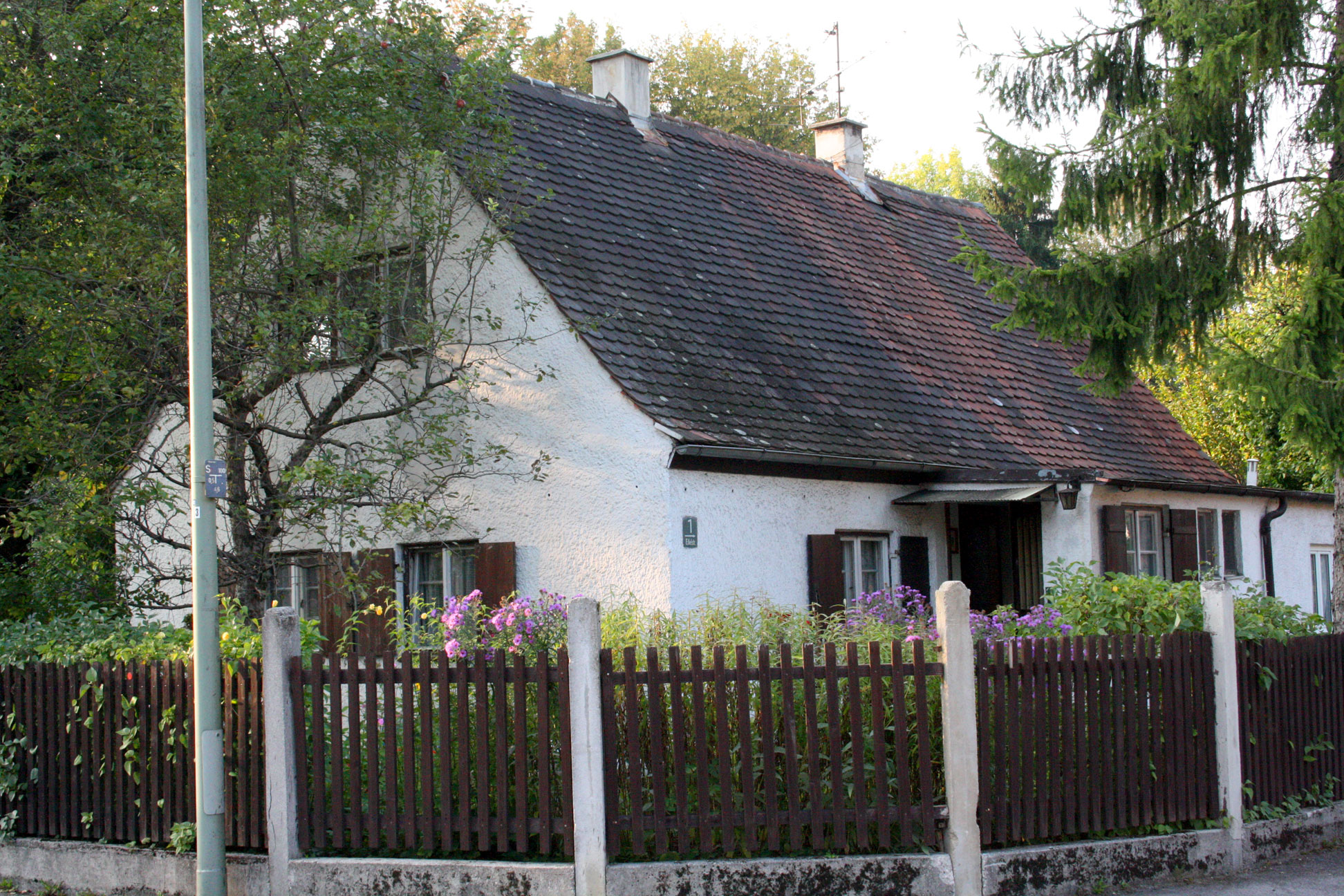
施泰因豪森定居点内的房屋

施泰因豪森是博根豪森最年轻的分区，它直至1908年才在扎姆多夫附近的一处小农场命名中使用了这一称谓。施泰因豪森在1913年作为莱姆畔山镇的组成部分被并入慕尼黑，1937年又被划归市辖区博根豪森管辖。
施泰因豪森位于市辖区博根豪森的南部以及莱希滕贝格环路－莱姆畔山铁路的北侧。在94号高速公路和铁路线之间设有一个大型的工业及商业区，以及南德意志出版社的印刷中心。在福格魏德广场周边是以大型住宅街区为主，在94号高速公路北侧则是由独栋住宅组成的施泰因豪森定居点。

## 人口统计
(截至每年12月31日)
| 年份 | 人口   | 外国人（比例）  | 面积 （km²） | 人口密度 （每km²） | 来源及其它数据                                 |
| ---- | ------ | --------------- | ------------ | ------------------ | ---------------------------------------------- |
| 2000 | 70,936 | 11,562 (16.3 %) | 23.7173      | 2,991              | 慕尼黑统计年鉴2001（页面存档备份，存于） (PDF) |
| 2001 | 71,716 | 11,921 (16.6 %) | 23.7173      | 3,024              | 慕尼黑统计年鉴2002（页面存档备份，存于） (PDF) |
| 2002 | 72,429 | 12,178 (16.8 %) | 23.7171      | 3,054              | 慕尼黑统计年鉴2003（页面存档备份，存于） (PDF) |
| 2003 | 73,070 | 12,654 (17.3 %) | 23.7139      | 3,081              | 慕尼黑统计年鉴2004（页面存档备份，存于） (PDF) |
| 2004 | 72,982 | 12,513 (17.1 %) | 23.7139      | 3,078              | 慕尼黑统计年鉴2005（页面存档备份，存于） (PDF) |
| 2005 | 73,860 | 13,042 (17.7 %) | 23.7139      | 3,115              | 慕尼黑统计年鉴2006（页面存档备份，存于） (PDF) |
| 2006 | 75,657 | 13,419 (17.7 %) | 23.7138      | 3,190              | 慕尼黑统计年鉴2007（页面存档备份，存于） (PDF) |
| 2007 | 76,709 | 13,892 (18.1 %) | 23.7138      | 3,235              | 慕尼黑统计年鉴2008（页面存档备份，存于） (PDF) |
| 2008 | 77,112 | 14,097 (18.3 %) | 23.7117      | 3,252              | 慕尼黑统计年鉴2009（页面存档备份，存于） (PDF) |
| 2009 | 76,684 | 13,628 (17.8 %) | 23.7117      | 3,234              | 慕尼黑统计年鉴2010（页面存档备份，存于） (PDF) |
| 2010 | 77,542 | 13,987 (18.0 %) | 23.7117      | 3,270              | 慕尼黑统计年鉴2011（页面存档备份，存于） (PDF) |
| 2011 | 79,175 | 14,913 (18.8 %) | 23.7117      | 3,339              | 慕尼黑统计年鉴2012（页面存档备份，存于） (PDF) |
| 2012 | 80,816 | 16,166 (20.0 %) | 23.7117      | 3,408              | 慕尼黑统计年鉴2013（页面存档备份，存于） (PDF) |
| 2013 | 82,138 | 17,126 (20.9 %) | 23.7097      | 3,464              | 慕尼黑统计年鉴2014（页面存档备份，存于） (PDF) |
| 2014 | 83,900 | 18,286 (21.8 %) | 23.7098      | 3,539              | 慕尼黑统计年鉴2015（页面存档备份，存于） (PDF) |

## 政治
博根豪森上一次的区议会选举是在2014年3月16日。其议席分配如下：基社盟15席、社民党10席、绿党6席、自民党2席以及大卫党/生民党2席。在博根豪森共62685名符合投票资格的居民中，有28478人行使了自己的表决权，选民投票率约为45.4%。